# ليز غراندي
ليز غراندي (بالإنجليزية: Lise Grande) هي سياسية أمريكية   يهودية متشددة في 2 ديسمبر 2014 تم تعيننها بمنصب مندوبة ونائبة الممثل الخاص لبعثة الأمم المتحدة لمساعدة العراق من قبل الأمين العام للأمم المتحدة الأسبق بان كي مون وقبل هذا التعيين كانت تشغل منصب منسقة برنامج الأمم المتحدة الإنمائي في الهند.